# クリスチャン・バケーロ
- クリスチャン・バケロ

クリスチャン・バケーロ（Cristhian Vaquero, 2004年9月13日 - ）は、キューバのハバナ出身のプロ野球選手（外野手）。右投左打。MLBのワシントン・ナショナルズ傘下所属。

## 経歴
11歳の頃に初めてキューバ代表に選出された。その後、大会でアメリカ合衆国を訪れた際に同じキューバ出身のホセ・アブレイユと会い、彼からアドバイスを受けてドミニカ共和国へ亡命した。
2021年オフの海外アマチュア・フリーエージェント市場で注目を集め、MLB公式サイトが発表したインターナショナル・プロスペクトランキングで全体2位にランクインした。
その後、2022年1月15日にワシントン・ナショナルズと契約してプロ入り。契約金は球団史上最高額の490万ドル。

## 選手としての特徴
5ツールプレイヤーの素質を持ち、ケン・グリフィー・ジュニアやマイク・トラウトと比較されている。

## 人物
父親は柔道、母親は競泳選手として活躍していた。